# Pablo Bartholomew
Pablo Bartholomew (Nuova Delhi, 18 dicembre 1955) è un fotografo indiano.

## Biografia
Pablo Bartholomew sviluppa la sua passione per la fotografia durante l'adolescenza, principalmente grazie all'influenza del padre Richard Bartholomew (1926–1985), critico d'arte e fotografo, che gli fornì le prime lezioni di fotografia.
È stato rappresentato dall'agenzia Gamma Liaison per oltre venti anni, Bartholomew ha lavorato come fotogiornalista in luoghi di guerra e di transizioni. I suoi reportage sono stati pubblicati da riviste come The New York Times, Newsweek, Time, Business Week, National Geographic e Geo, fra gli altri.
Tra il 2001 e il 2003 ha organizzato in India un laboratorio di fotografia per fotografi emergenti, con il patrocinio della fondazione World Press Photo di Amsterdam. Tra i suoi saggi fotografici si possono citare I cinesi a Calcutta, Gli indiani in America e "Le tribù Naga del Nordest dell'India.

## Riconoscimenti
Pablo Bartholomew all'età di diciannove anni ha vinto il World Press Photo per le sue fotografie dei tossicodipendenti da morfina nel 1975 ed il World Press Photo of the Year per le sue fotografie del Disastro di Bhopalnel 1984.